# Risto Božinov
Risto Božinov (* 10. April 1969) ist ein ehemaliger mazedonischer Fußballspieler.

## Karriere

### Verein
Risto Božinov spielte von 1996 bis 1998 bei OFI Kreta in Griechenland. Zu Beginn des Jahres 1998 wechselte er nach Mazedonien zu Sileks Kratovo. Mit dem Verein gewann er am Saisonende 1997/98 die Mazedonische Meisterschaft. Nach nur einen halben Jahr in Kratovo wechselte Božinov zum deutschen Zweitligisten FC Gütersloh. Für die Ostwestfalen debütierte er am 20. September 1998 im Heidewaldstadion gegen den SSV Ulm. Er stand dabei in der Startelf und erzielte den zwischenzeitlichen Führungstreffer beim 1:1-Unentschieden. Insgesamt absolvierte Božinov in der Saison 1998/99 24 Spiele und erzielte vier Tore. Hinter den Stammkräften Horst Elberfeld und Daniel Stendel war er Stürmer Nummer drei. Nachdem der Verein als Tabellenfünfzehnter am Saisonende abgestiegen war, absolvierte er in der folgenden Regionalliga West/Südwest Saison-1999/2000 noch drei Spiele, bevor er zu Vardar Skopje wechselte. Dort wurde er 2002 und 2003 nochmals Meister, bevor Božinov seine Karriere 2005 beendete.

### Nationalmannschaft
Risto Božinov spielte von 1998 bis 1999 fünfmal in der mazedonischen Nationalmannschaft. Am 6. September 1998 erzielte der Stürmer zwei Tore im EM-Qualifikationsspiel gegen Malta in Skopje.

## Erfolge
Sileks Kratovo
- Mazedonischer Meister: 1998

Vardar Skopje
- Mazedonischer Meister: 2002, 2003